# Milutin Ivković
Milutin Ivković, srbskou cyrilicí Mилутин Ивкoвић, též známý jako Milutinac (3. března 1906, Bělehrad – 23. května 1943, Jajinci) byl jugoslávský fotbalista srbské národnosti. Hrával na pozici obránce.
S jugoslávskou reprezentací získal bronzovou medaili na historicky prvním mistrovství světa roku 1930. Na tomto turnaji byl federací FIFA zařazen i do all-stars týmu. Hrál i na olympijských hrách roku 1928. Celkem za národní tým odehrál 39 utkání.
Na klubové úrovni působil v SK Jugoslávii Bělehrad a v BASK Bělehrad.
Byl též lékařem. Již před válkou se zapojil do komunistického hnutí, bojkotoval kvůli tomu například olympijské hry v Hitlerově Berlíně roku 1936. Za druhé světové války se zapojil do komunistického protifašistického odboje. Za to byl roku 1943 nejprve internován v koncentračním táboře Banjica a následně nacisty zastřelen.